# Хау, Эдди
Эдвард Джон Фрэнк «Эдди» Хау (англ. Edward John Frank "Eddie" Howe; род. 29 ноября 1977, Амершем, Бакингемшир) — английский футболист и футбольный тренер. Выступал на позиции защитника, большую часть карьеры провёл в клубе «Борнмут». В настоящее время является главным тренером клуба «Ньюкасл Юнайтед».

## Карьера игрока
Футбольная карьера Хау началась в местном клубе «Россгарт», после чего в возрасте 13 лет он присоединился к молодёжной команде «Борнмута». В декабре 1995 года Хау дебютировал за основную команду «Борнмута» в матче против «Халл Сити». Выступая на позиции защитника Хау зарекомендовал себя надёжным игроком обороны и одним из самых талантливых воспитанников клуба. В 1998 году он получил приглашение в молодёжную сборную Англии, проведя за неё два матча.
Летом 2002 года Хау перешёл в клуб Чемпионшипа «Портсмут», который возглавлял Гарри Реднапп. Однако в первом же матче за новый клуб против «Ноттингем Форест» Эдди получил тяжёлую травму колена и выбыл на несколько месяцев, а в первом матче после возвращения у него случился рецидив. После этого Хау не провёл за «Портсмут» ни одного матча.
В 2004 году Хау вернулся в родной «Борнмут», за который играл нерегулярно. После того как Эдди не смог вернуться на прежний уровень игры, в 2007 году он принял решение завершить игровую карьеру в возрасте 30 лет и начать работать тренером.

## Карьера тренера
Тренерскую карьеру Хау также начал в «Борнмуте», который на тот момент выступал в Лиге 2, работая с молодёжной командой. 31 декабря 2008 года Хау был назначен главным тренером «Борнмута», имеющего большие финансовые трудности и находящегося на грани расформирования. Благодаря этому назначению Хау стал самым молодым главным тренером в Футбольной лиге Англии. В турнирной таблице клуб балансировал на грани вылета, набрав лишь семь очков. Однако в 21 матче под руководством Хау «вишни» набрали 39 очков и сохранили место в Лиге 2. В следующем сезоне Хау добился первого крупного успеха в тренерской карьере, выведя «Борнмут» в Лигу 1 — третий дивизион в системе футбольных лиг Англии.
16 января 2011 года Хау стал главным тренером клуба Чемпионшипа «Бернли». Сезон подопечные Хау завершили на 8-м месте, а через год откатились на 13-е. Хау было тяжело находится вдали от дома из-за депрессии, связанной со смертью матери. В результате, 12 октября 2012 года молодой тренер покинул клуб.
В этот же день Хау вернулся в «Борнмут», который продолжал выступать в Лиге 1. По итогам сезона Хау сумел вывести команду в Чемпионшип, лишь на очко отстав от победителя лиги «Донкастер Роверс». Первый сезон в Чемпионшипе «вишни» завершили на 10-м месте, а уже в следующем сезоне добились исторического достижения, впервые в истории выйдя в английскую Премьер-лигу. Благодаря этому успеху Хау был удостоен награды лучшему тренеру по версии Ассоциации менеджеров Англии.
Дебют «Борнмута» в Премьер-лиге получился неудачным: в первых 14 матчах команда сумела одержать лишь две победы, но после нового года Хау удалось улучшить турнирное положение своих подопечных и завершить сезон на 16-м месте, обыграв по ходу сезона «Челси» и «Манчестер Юнайтед». Следующие два сезона «Борнмут» уверенно шёл в середине турнирной таблицы, финишируя на 9-м и 12-м местах соответственно. Сам Хау в октябре 2018 года получил приз лучшему тренеру месяца английской Премьер-лиги. Однако затем дела команды несколько ухудшились и она вновь была вынуждена вести борьбу за сохранение места в Премьер-лиге. Перед заключительным матчем сезона 2019/2020 подопечным Хау было необходимо побеждать «Эвертон» и надеяться на осечки конкурентов. «Борнмут» выполнил свою задачу, обыграв «ирисок» со счётом 3:1, однако из-за того, что их соперники по борьбе за выживание также одержали победу, «вишни» вылетели в Чемпионшип. 1 августа 2020 года Хау покинул занимаемый пост.
8 ноября 2021 года Хау стал новым главным тренером клуба «Ньюкасл Юнайтед», подписав контракт до лета 2024 года. На тот момент «сороки» занимали предпоследнее, 19-е место в турнирной таблице и не сумели одержать ни одной победы в 11 матчах, однако под руководством Хау завершили сезон на 11-м месте. В следующем сезоне «Ньюкасл» под руководством Хау занял 4-е место в Премьер-лиге и квалифицировался в Лигу чемпионов, что стало лучшим результатом клуба за 20 лет. Кроме того, подопечные Хау сумели дойти до финала Кубка футбольной лиги, где со счётом 0:2 уступили «Манчестер Юнайтед».

## Достижения

### Командные
«Ньюкасл Юнайтед»
- Обладатель Кубка Английской футбольной лиги: 2024/25

### Личные
- Тренер года в Англии по версии LMA: 2015
- Тренер месяца английской Премьер-лиги (5): март 2017, январь 2018, октябрь 2018, февраль 2022, октябрь 2022

## Тренерская статистика
| Команда         | Страна | Начало работы   | Окончание работы | Результаты | Результаты | Результаты | Результаты | Результаты |
| Команда         | Страна | Начало работы   | Окончание работы | И          | В          | Н          | П          | % побед    |
| --------------- | ------ | --------------- | ---------------- | ---------- | ---------- | ---------- | ---------- | ---------- |
| Борнмут         | Англия | 31 декабря 2008 | 15 января 2011   | 102        | 51         | 18         | 33         | 050,00     |
| Бернли          | Англия | 16 января 2011  | 12 октября 2012  | 86         | 35         | 17         | 34         | 040,70     |
| Борнмут         | Англия | 12 октября 2012 | 1 августа 2020   | 355        | 144        | 75         | 136        | 040,56     |
| Ньюкасл Юнайтед | Англия | 8 ноября 2021   |                  | 172        | 87         | 37         | 48         | 050,58     |
| Всего           | Всего  | Всего           | Всего            | 715        | 317        | 147        | 251        | 044,34     |